# Toum (sauce)
Pour les articles homonymes, voir Toum.
Le toum (en arabe : تُومْ) est une sauce à l'ail du Moyen-Orient.
Elle est servie en accompagnement pour de nombreux plats du Moyen-Orient, notamment de la cuisine libanaise. Cette sauce est utilisée comme sauce de sandwich de chawarma ou pour accompagner les frites et le ketchup.
Elle est composée notamment d'ail, de sel, d'huile alimentaire et de jus de citron. Proche de l'aïoli, c'est un ingrédient principal dans beaucoup de recettes libanaises et moyen-orientales. Elle est préparée en écrasant de l'ail, en ajoutant un peu de sel, puis en mélangeant le tout avec de l'huile et du jus de citron. À l’origine, cette recette était préparée au mortier et au pilon,.
Du fait que cette sauce ait une apparence crémeuse, presque de mayonnaise, sans nécessiter un ajout de produit laitier ou de jaune d'œuf, son utilisation s'est popularisée dans les préparations végétaliennes.

## Voir également